# Gmina Woźniki
Gmina Woźniki (1973–76 gmina Psary) je městsko-vesnická obec v okrese Lubliniec ve Slezském vojvodství.
Gmina Woźniki se nachází na Slezsko – Krakovské vysočině v makroregionu Woźnico-Wieluńké vysočiny v okruhu dvou regionů: Liswartské nížiny a Herbského hřebene. Gminou (jižní část) protéká řeka Mała Panew. Nejvyšším bodem je Góra Grojec (365 m n. m.)
Podle statistických údajů z 30. června 2012 v obci žilo 9692 osob.

## Historie
Obec Wozniki vznikla 15. ledna 1976 v souvislosti s přejmenováním gminy Psary na Woźniki a přenesením úřadu z Lubszy do města Woźniki. 1. ledna 1992 bylo město a gmina Woźniki sloučena v městsko-vesnickou obec.
V letech 1975–1998 byla začleněna pod správu Čenstochovského vojvodství. Po roce 1999 patří pod Slezské vojvodství.

## Povrch
Gmina se rozkládá na Slezské vysočině v severozápadní části Slezského vojvodství v okrese Lubliniec.
Podle statistických údajů z roku 2008 gmina Woźniki má rozlohu 127,62 km2: z toho tvoří
- lesy a lesní porost: 35,6 %[3]

Obec zaujímá 15,5 % povrchu okresu Lubliniec.

## Počet obyvatel
Údaje jsou z roku 2004, 2008 a 2011
|                               | celkem | celkem | ženy | ženy | muži | muži |
| rok                           | osob   | %      | osob | %    | osob | %    |
| ----------------------------- | ------ | ------ | ---- | ---- | ---- | ---- |
| 2004                          | 9595   | 100    | 4840 | 50,4 | 4755 | 49,6 |
| hustota počet obyvatel na km2 | 83,9   | 83,9   | 42,7 | 42,7 | 41,2 | 41,2 |
| 2008                          | 9522   | 100    | 4818 | 50,6 | 4704 | 49,4 |
| 2011                          | 9695   | 100    | 4903 | 50,6 | 4792 | 49,4 |
| 2013                          | 9709   | 100    | 4877 | 50,2 | 4832 | 49,8 |
| 2015                          | 9668   | 100    | 4851 | 50,2 | 4817 | 49,8 |

## Starostenské obce
Woźniki město,
Babienica, Czarny Las, Drogobycza, Dyrdy, Kamienica, Kamieńskie Młyny, Ligota Woźnicka, Lubsza, Piasek a Psary.

## Obce bez starostenství
Gajówka Kochcice, Swaciok, Szklarnia, Śródlesie.

## Sousední gminy
- Powiat lubliniecki

Koszęcin, Boronów
- Powiat częstochowski

Starcza, Konopiska
- Powiat tarnogórski

Kalety, Miasteczko Śląskie, Ożarowice
- Powiat myszkowski

Koziegłowy

## Partnerské město
- Kravaře[4]
- Lisková (Slovensko)